# Hongqi (socken i Kina, Heilongjiang, lat 45,59, long 126,49)
Hongqi (kinesiska: 红旗, 红旗满族乡) är en socken i Kina. Den ligger i provinsen Heilongjiang, i den nordöstra delen av landet, omkring 21 kilometer sydväst om provinshuvudstaden Harbin.
Genomsnittlig årsnederbörd är 721 millimeter. Den regnigaste månaden är juli, med i genomsnitt 169 mm nederbörd, och den torraste är januari, med 6 mm nederbörd.